# Беженешть (Васлуй)
Беженешть, Беженешті (рум. Bejenești) — село у повіті Васлуй в Румунії. Входить до складу комуни Лаза.
Село розташоване на відстані 273 км на північний схід від Бухареста, 8 км на захід від Васлуя, 56 км на південь від Ясс, 139 км на північ від Галаца.

## Населення
За даними перепису населення 2002 року у селі проживали 53 особи, усі — румуни. Усі жителі села рідною мовою назвали румунську.